# Островский, Александр Маркович
Алекса́ндр Ма́ркович Остро́вский (12 (24) сентября 1893, Киев, Российская империя — 20 ноября 1986, Лугано, Тичино, Швейцария) — немецкий и швейцарский математик еврейского происхождения.

## Биография
Родился 12 сентября (по старому стилю) 1893 года в Киеве, в еврейской семье. Родители — васильковский мещанин Мордко Шмулевич Островский и Вера Островская (в девичестве Рашевская).
Окончил Киевское коммерческое училище (1911) с золотой медалью, учился в Марбургском университете в Германии. В 1922 году защитил диссертацию о модулях колец многочленов и стал приват-доцентом Гёттингенского университета. Прошёл стажировку в университетах Кембридж, Оксфорд и Эдинбургском. С 1927 года — профессор математики Базельского университета.
Автор трудов по алгебре, теории чисел, геометрии, топологии, теории функций, дифференциальным уравнениям. В 1956 году вышел в отставку, продолжая научную деятельность в Базельском университете. Почётный доктор университетов Франции, Швейцарии и Канады.

## Память
В Швейцарии создан фонд, названный его именем, который вручает Премию Островского с 1989 года.